# جوزيف أ. شانون
جوزيف أ. شانون (بالإنجليزية: Joseph A. Shannon)‏ هو مهندس معماري أمريكي، ولد في 1859، وتوفي في 1934.